# Лас Куатро Милпас, Ранчо дел Тио Педро (Сиудад Ваљес)
Лас Куатро Милпас, Ранчо дел Тио Педро (шп. Las Cuatro Milpas, Rancho del Tío Pedro) насеље је у Мексику у савезној држави Сан Луис Потоси у општини Сиудад Ваљес. Насеље се налази на надморској висини од 179 м.

## Становништво
Према подацима из 2010. године у насељу је живело 5 становника.

### Хронологија
| Година       | 2000 | 2010 |
| ------------ | ---- | ---- |
| Становништво | 1    | 5    |

### Попис
| # | Индикатор                     | Вредност |
| - | ----------------------------- | -------- |
| 1 | Укупно домаћинстава           | 1        |
| 2 | Укупно насељених домаћинстава | 1        |
| 3 | Величина локације             | 1        |